# Octavian Grigore
Octavian Grigore (n. 15 iulie 1964, Urlați, România) este un fotbalist român retras din activitate. În prezent, profesează ca antrenor principal de fotbal, ultima echipă antrenată fiind Petrolul Ploiești. Este cunoscut ca fiind jucătorul petrolist cu cele mai multe prezențe în teren în tricoul galben-albastru, singurul pe care l-a îmbrăcat de-a lungul carierei.

## Cariera de jucător
Octavian Grigore s-a alăturat centrului de copii și juniori al Petrolului Ploiești de la vârsta de 10 ani (prima legitimare - anul 1974) iar cel dintâi antrenor i-a fost Gheorghe Florea. Ulterior, evoluțiile bune ca junior și potențialul arătat l-au îndemnat pe Mircea Dridea, antrenorul de atunci al Petrolului, să-l titularizeze la numai 17 ani când Grigore a avut parte de un debut fulminant pentru echipa de seniori, în meciul de acasă cu Metalul Plopeni disputat la 27 septembrie 1981, marcând al doilea gol (în minutul 75) din victoria găzarilor cu scorul final de 3-1. În acel sezon de Divizia B, 1981-1982 Octavian Grigore a contribuit la promovarea echipei ploieștene cu 8 goluri marcate în 26 de meciuri. Avea să repete isprava și la debutul în Divizia A când a înscris un gol senzațional printr-un șut năprasnic în poarta Corvinului în meciul din prima etapă a campionatului, partidă disputată la 07 august 1982 pe stadionul Petrolul și încheiată cu un 2-0 pentru gazde. Deși Petrolul în perioada 1982-1988 a avut evoluții oscilante (două retrogradări în eșalonul secund în 1984 și 1988 iar cea mai bună poziție în clasament obținută în anii prim-divizionari fiind doar un loc 9), Grigore și-a păstrat constanța evoluțiilor pozitive în tricoul galben-albastru, dovadă stând cele 6 selecții în naționala de tineret a României și performanța de a fi golgeterul echipei din postura de mijlocaș de travaliu în sezonul 1983-1984 când a marcat 6 goluri în 30 de meciuri. Pauza competițională de la sfârșitul ediției 1987-1988 a adus retrogradarea în B dar și câteva schimbări importante în cadrul clubului prahovean, atât în planul administrativ cât și în planul tehnic prin venirile lui Ion Radu ca președinte și a lui Virgil Dridea ca antrenor principal. În următorul sezon 1988-1989 găzarii au ocupat locul 1 al diviziei secunde începând cu etapa a 2-a și până la final iar 6 din cele 7 înfrângeri au fost la limită. Petrolul Ploiești își recăpătase ambiția și cu toate că era recent promovată, a reușit cea mai bună performanță din 1966 încoace, locul 4 la finalul stagiunii 1989-1990 și semifinala Cupei României pierdută în fața Stelei. În vară Petrolul a fost înscrisă în Cupa Intertoto, iar în toamnă, după o pauză de aproximativ 24 de ani, a jucat în cupele europene, mai exact în Cupa UEFA fiind eliminată de Anderlecht.
În tot acest timp și perioada ce a urmat de după schimbarea regimului comunist, Octavian Grigore s-a consolidat în ochii suporterilor petroliști ca fiind un exemplu de determinare și fidelitate iar munca avea să-i fie răsplătită în 1995 când a cunoscut apogeul fotbalistic prin cucerirea trofeului Cupa României după o finală memorabilă, în fața Rapidului, câștigată la 11 metri, pe fostul stadion „Lia Manoliu“. Dintr-o echipă ploieșteană a cărei medie de vârstă la ora finalei din 21 iunie 1995 era de 24 de ani, Grigore întruchipa devotamentul și experiența, fiind cel mai vârstnic jucător din lot la cei 30 ani ai săi, factori ce l-au ajutat, conform propriilor spuse, să aibă una dintre cele mai bune prestații în teren din întreaga sa carieră petrolistă marcând și golul doi din seria de lovituri de departajare. În intervalul ultimilor 5 ani de activitate ca fotbalist, Grigore nu a mai avut parte de realizări deosebite la nivel de club poate cu excepția câtorva victorii notabile în fața rivalelor din București, Steaua, Dinamo sau Rapid și nu de puține ori a avut ocazia să se treacă și pe lista marcatorilor : 
- 4 noiembrie 1995 Petrolul - Dinamo 1-0, a fost autorul singurului gol în minutul 70.
- 13 aprilie 1996 Petrolul - Rapid 2-1, dublă Octavian Grigore în minutele 33 și 37.
- 1 aprilie 2000 Petrolul - Rapid 4-2, deschide scorul în minutul 17 al partidei.

La sfârșitul sezonului 1999-2000 acesta a pus punct cariei de fotbalist urmând calea antrenoratului. La momentul în care "și-a agățat ghetele în cui" în decursul celor 19 ani de activitate sub emblema Petrolului Ploiești, Octavian Grigore a acumulat în plan individual performanțe remarcabile cum ar fi : cele mai multe prezențe pe prima scenă fotbalistică a competiției interne pentru Petrolul, locul 11 din top 300 jucători cu meciuri disputate în Liga I, locul 3 în clasamentul all time al marcatorilor petroliști din prima divizie și în urma unei articol publicat pe site-ul IFFHS din ianuarie 2009, locul 76 în topul celor 100 de fundași-golgeteri ai lumii cu 52 de goluri înscrise .

## Cariera de antrenor
Activitatea de antrenor principal a lui Octavian Grigore s-a caracterizat în mare parte prin mandate de scurtă durată pe la echipe din 
Liga 2, Liga 3 și chiar prima divizie dar cele mai bune succese din acest punct de vedere le-a avut tot împreună cu clubul la care s-a consacrat, Petrolul Ploiești. Cochetarea cu meseria de antrenor se poate afirma că a fost încercată încă din timpul ultimului său sezon ca fotbalist, 1999-2000, când sub îndrumarea tehnicianului de atunci, Virgil Dridea, a îndeplinit în câteva rânduri și funcția de antrenor(secund)-jucător. După retragerea oficială, preia destinele echipei prahovene Petrolistul Boldești, proaspăt intrată în Divizia C care la acea vreme era o grupare cu pretenții de promovare în eșalonul secund iar pe parcursul celor 2 ani petrecuți la cârma echipei a fost foarte aproape de realizarea acestui obiectiv prin clasările pe locul 4 respectiv 2. Ediția de campionat 2002-2003 a reprezentat însă un punct de cotitură pentru tânărul antrenor ploieștean. Petrolul, dupa 13 ani, se trezea în vara lui 2002 retrogradată în B și cu toate acestea mandatul lui Victor Roșca fusese prelungit însă rezultatele slabe de la începutul sezonului (înfrângerea acasă cu F.C. Onești și numai un punct obținut la Inter Gaz) i-au convins pe conducătorii clubului să-l înlocuiască cu Tavi Grigore. După un start ezitant (înfrângere pe teren propriu 0-1 cu Gloria Buzău) au urmat 6 victorii și 2 egaluri până la finalul turului pentru ca apoi cele 9 victorii din retur să asigure locul 1 pe podium și revenirea în prima divizie. De altfel această promovare reprezintă și rezultatul cel mai seminificativ al carierei sale până în prezent.
Deși Petrolul a urcat în A, în vara lui 2003 sponsorul principal al grupării, Federația Petrom și-a anunțat inițial retragerea sprijinului financiar pentru sezonul competițional 2003-2004 dar ulterior avea să aleagă soluția fuziunii cu rivala locală Astra Ploiești, moment controversat ce a însemnat totodată și îndepărtarea din funcție a lui Grigore. Din acel moment meseria de antrenor a fostei glorii petroliste a cunoscut doar peripluri meteorice :
- Unirea Urziceni în sezonul de Divizia B 2003-2004.
- Internațional Pitești în sezonul de Divizia B 2004-2005.
- F.C.M. Târgoviște între iulie-octombrie 2006 în Liga 2.
- Chimia Brazi între ianuarie-aprilie 2007 în Liga 2.
- Petrolul Ploiești între aprilie 2007-noiembrie 2007 în Liga 2, o revenire fara vreun impact considerabil[27].
- C.F.R. Timișoara între iulie-august 2008 în Liga 2.
- Știința Bacău între august 2008-ianuarie 2009 în Liga 2.
- Chimia Brazi între iulie-septembrie 2010 în Liga 3.
- Unirea Urziceni între septembrie-decembrie 2010 în Liga 1, singura prezență pe prima scenă competițională ca tehnician, victorii de palmares contra lui Dinamo și FCSB însă per ansamblu a avut un record negativ[28].
- Chimia Brazi între august 2011-iunie 2012 în Liga 3.
- Fortuna Brazi între septembrie-decembrie 2012 în Liga 3.
- Dunărea Galați între aprilie-iunie 2013 în Liga 2.
- Viitorul Axintele între martie-mai 2015 în Liga 3[29].
- C.S.M. Ploiești între iulie-noiembrie 2015 în Liga 4[30].

Octavian Grigore a urmat cursurile Școlii Federale de Antrenori obținând Licența Pro ca absolvent al promoției 2004-2005. În vara lui 2016 Grigore s-a alăturat proiectului de refondare a clubului Petrolul Ploiești aflat într-o situație extrem de dificilă după retrogradarea în ligile inferioare și intrarea în faliment. Grupările de suporteri împreună cu foști jucători ai clubului au înființat o nouă societate sportivă, Petrolul 52, pe care au înscris-o în Liga A Prahova, societate ce ulterior avea să obțină dreptul de utilizare al stadionului Ilie Oană și concesionarea însemnelor, palmaresului și numelui deținute de Primărie. Mircea Dridea devine președinte onorific, Cristi Vlad președintele administrativ iar Octavian Grigore antrenor. Într-un an și jumătate pe banca echipei Petrolul 52 nu a suferit nici o înfrângere (eliminarea din Cupă, 2017, fiind la loviturile de departajare), reușind promovarea din Liga 4 și câștigarea fazei județene a Cupei României (2017) și a lăsat echipa pe locul 1 în Liga 3 la sfârșitul turului de sezon 2017-2018 hotărând să se retragă din funcție și să intre în organigrama de conducere a clubului ca director tehnic. Grigore a fost apelat din nou pentru serviciile sale, la sfârșitul lui octombrie 2018, după demiterea lui Leo Grozavu. Interimatul său n-a fost însă de lungă durată, mai precis o lună și 10 zile, timp în care a avut un bilanț de 5 victorii, un egal și o înfrângere - eșec ce a constat într-un meci pierdut în fața contracandidatei la promovare, Adademica Clinceni care de altfel i-a adus și destituirea.

## Statistici

### Jucător
| Sezon            | Club              | Ligă             | Campionat | Campionat | Cupă    | Cupă   | Europa  | Europa | Altele  | Altele | Total   | Total  |
| Sezon            | Club              | Ligă             | Meciuri   | Goluri    | Meciuri | Goluri | Meciuri | Goluri | Meciuri | Goluri | Meciuri | Goluri |
| ---------------- | ----------------- | ---------------- | --------- | --------- | ------- | ------ | ------- | ------ | ------- | ------ | ------- | ------ |
| 1981–82          | Petrolul Ploiești | Divizia B        | 26        | 8         | ?       | ?      | -       | -      | -       | -      | 26      | 8      |
| 1982–83          | Petrolul Ploiești | Divizia A        | 27        | 2         | 1       | 0      | -       | -      | -       | -      | 28      | 2      |
| 1983–84          | Petrolul Ploiești | Divizia A        | 30        | 6         | 3       | 0      | -       | -      | -       | -      | 33      | 6      |
| 1984–85          | Petrolul Ploiești | Divizia B        | 22        | 8         | ?       | ?      | -       | -      | -       | -      | 22      | 8      |
| 1985–86          | Petrolul Ploiești | Divizia A        | 32        | 4         | 2       | 0      | -       | -      | -       | -      | 34      | 4      |
| 1986–87          | Petrolul Ploiești | Divizia A        | 33        | 3         | 2       | 0      | -       | -      | -       | -      | 35      | 3      |
| 1987–88          | Petrolul Ploiești | Divizia A        | 23        | 0         | 2       | 0      | -       | -      | -       | -      | 25      | 0      |
| 1988–89          | Petrolul Ploiești | Divizia B        | 29        | 6         | ?       | ?      | -       | -      | -       | -      | 29      | 6      |
| 1989–90          | Petrolul Ploiești | Divizia A        | 26        | 6         | 2       | 1      | -       | -      | 6       | 0      | 34      | 7      |
| 1990–91          | Petrolul Ploiești | Divizia A        | 32        | 8         | 2       | 0      | 2       | 0      | -       | -      | 36      | 8      |
| 1991–92          | Petrolul Ploiești | Divizia A        | 13        | 1         | 2       | 0      | -       | -      | -       | -      | 15      | 1      |
| 1992–93          | Petrolul Ploiești | Divizia A        | 31        | 1         | 1       | 0      | -       | -      | -       | -      | 32      | 1      |
| 1993–94          | Petrolul Ploiești | Divizia A        | 15        | 1         | 1       | 0      | -       | -      | -       | -      | 16      | 1      |
| 1994–95          | Petrolul Ploiești | Divizia A        | 24        | 4         | 6       | 0      | -       | -      | -       | -      | 30      | 4      |
| 1995–96          | Petrolul Ploiești | Divizia A        | 33        | 4         | 3       | 0      | 4       | 0      | 1       | 0      | 41      | 0      |
| 1996–97          | Petrolul Ploiești | Divizia A        | 31        | 4         | 3       | 0      | -       | -      | -       | -      | 34      | 0      |
| 1997–98          | Petrolul Ploiești | Divizia A        | 26        | 5         | 1       | 0      | -       | -      | -       | -      | 27      | 5      |
| 1998–99          | Petrolul Ploiești | Divizia A        | 32        | 1         | 3       | 0      | -       | -      | -       | -      | 35      | 1      |
| 1999–00          | Petrolul Ploiești | Divizia A        | 34        | 2         | 3       | 1      | -       | -      | -       | -      | 37      | 3      |
| Totaluri carieră | Totaluri carieră  | Totaluri carieră | 519       | 74        | 37      | 2      | 6       | 0      | 7       | 0      | 569     | 76     |

- Altele – Cupa Intertoto & Supercupa României

### Antrenor
| Echipa            | De la              | Până la           | Analiză statistică | Analiză statistică | Analiză statistică | Analiză statistică | Analiză statistică | Analiză statistică | Analiză statistică | Analiză statistică |
| Echipa            | De la              | Până la           | J                  | V                  | E                  | Î                  | GM                 | GP                 | DG                 | Victorii %         |
| ----------------- | ------------------ | ----------------- | ------------------ | ------------------ | ------------------ | ------------------ | ------------------ | ------------------ | ------------------ | ------------------ |
| Petrolul Ploiești | 11 octombrie 2002  | 8 iunie 2003      | 24                 | 15                 | 6                  | 3                  | 31                 | 10                 | +21                | 62,5               |
| Petrolul Ploiești | 27 aprilie 2007    | 28 octombrie 2007 | 20                 | 9                  | 5                  | 6                  | 31                 | 23                 | +8                 | 45                 |
| Unirea Urziceni   | 10 septembrie 2010 | 7 decembrie 2010  | 14                 | 4                  | 3                  | 7                  | 10                 | 19                 | −9                 | 28,57              |
| Petrolul Ploiești | 20 august 2016     | 19 noiembrie 2017 | 42                 | 35                 | 7                  | 0                  | 150                | 18                 | +132               | 83,33              |
| Petrolul Ploiești | 20 octombrie 2018  | 28 noiembrie 2018 | 7                  | 5                  | 1                  | 1                  | 12                 | 8                  | +4                 | 71,43              |

## Performanțe
- Locul 1 în topul prezențelor pentru Petrolul în Divizia A[2].
- Locul 3 (52 goluri marcate la egalitate cu locul 2 - Alexandru Badea) în topul jucătorilor cu cele mai multe goluri marcate pentru Petrolul în Divizia A[2].
- Locul 11 în topul jucătorilor cu cele mai multe meciuri jucate în Divizia A, fiind la egalitate cu poziția 10 deținuta de Liță Dumitru[17].
- Locul 1 în clasamentul celor mai loiali fotbaliști ce au activat în Divizia A, fiind la egalitate cu Nicolae Pescaru la numarul de ani petrecuți la o singura echipă (depășindu-l însă dacă se iau în considerare și anii de juniorat)[37].
- Meciuri jucate în Divizia A: 442 meciuri - 52 goluri[17].
- Cupe europene: 6 meciuri - 0 goluri[8].
- Echipa națională de tineret a României (U-21): 6 meciuri - 0 goluri[8].
- A câștigat Cupa României în 1995  (1-1 împotriva Rapid București [dp, 5-3 la penalty-uri] )[14].